# Jurupa Valley
Jurupa Valley – miasto w Stanach Zjednoczonych, w stanie Kalifornia, w hrabstwie Riverside.